# 世界狂犬病デー
世界狂犬病デー（せかいきょうけんびょうデー、英: World Rabies Day）は、米国および英国に本部を置く世界的非営利団体 (NPO) である狂犬病予防連盟 (Global Alliance for Rabies Control; GARC) によって組織される国際デーである。 
国連の記念活動日に指定されており、また世界保健機関 (WHO)、汎米保健機構 (PAHO/AMRO)、国際獣疫事務局 (OIE)、アメリカ疾病予防管理センター (CDC)、世界獣医学協会などいくつかのヒトおよび獣医の国際的保健機関に承認されている。
世界狂犬病デーはフランスの細菌学者ルイ・パスツールの命日に因んで毎年9月28日に開催される。
ルイ・パスツールは、同僚との協力の下、世界で初めて狂犬病に効果的な弱毒ワクチンを開発した人物である。
世界狂犬病デーは、ヒトおよび動物における狂犬病の影響について注意を喚起するとともにその予防法についての情報と助言を提供し、個人や組織体が全地球的な病因を排除するための手助けを行うことを目的としており、狂犬病の啓発活動や犬への予防接種の取り組みが毎年実施されている。

## 狂犬病
狂犬病は現在においても未だに多くの国で深刻な健康上の問題となっている。
感染犬が原因となるヒトの罹患死は、通常99％以上がアフリカおよびアジア、とりわけ野良犬か愛玩犬かを問わず多数のイヌがワクチン接種を受けていない地域で発生している。
南極大陸を除き、すべての大陸においてヒトおよび動物は狂犬病に罹患する危険に晒されている。

## 歴史
2006年に世界の研究者たちが狂犬病予防連盟を結成して、活動の一環として世界狂犬病デーの取組を始めた。
第1回目の世界狂犬病デーの運動は、狂犬病予防連盟と米国アトランタのアメリカ疾病予防管理センターが共同で、世界保健機関、国際獣疫事務局および汎米保健機構の協賛のもと2007年9月8日に開催された。
2009年、3回目の世界狂犬病デーの後、狂犬病予防連盟は狂犬病予防と注意喚起イベントが120か国以上で開催され、世界中で1億人以上が狂犬病について学び、イベントに関連して約300万匹のイヌがワクチン接種を受けたと推算した。

## 世界狂犬病デーの組織と方針
世界狂犬病デーの運動は、政府から地方レベルに至る全地球的な協力と全世界に広がるボランティア社会の貢献を通して組織されている。
この運動には40を超える協賛組織が、狂犬病についての教育的宣伝における奉仕活動を、対面講義や印刷物、あるいはネット上で支援・推進している。
またこの運動は狂犬病予防および感染制御に取り組むため、関係するすべての協賛組織を呼び集めることを目指している。
医療従事者、科学者および狂犬病非絶滅地域の官公庁職員は、地方の防疫に関する教育的指導力を発揮するため、これらの組織のウェブサイトを通して教育的な蓄積資料を利用することが奨励される。
とりわけ野生動物の群において、狂犬病はいくつかの意味で境界を越える（国境、群れ、動物種など）疾患であるため、当該運動は狂犬病制御および予防を担当する機関が多国間で協働することを推奨している。
またこの協働は狂犬病予防に対して、ヒトおよび動物の健康に関するヘルスケア全般における学際的協働と意思疎通の拡大を目指した世界的規模の戦略の一部である "One Health" のアプローチを推進するものである。
世界狂犬病デーのロゴは、ヒト・野生動物および社会動物に感染しうる狂犬病の複雑さを表現している。
世界狂犬病デー運動の支援活動には、政府が狂犬病予防と制御に関するプログラムに参加するよう推進し、ペットおよび地域のイヌにおけるワクチン接種率を上げ、社会のすべてのレベルにおいて狂犬病を予防する方策についての教育的認識を向上させる活動を含んでいる。
またこの支援活動は、疾病取扱いにおける統合モデルである「狂犬病予防に関する青写真」の利用を推進する。
特に狂犬病対策が放置されている国で政策立案者が狂犬病予防と制御を提唱する際に、世界狂犬病デーは重要な役割を担っていると国際連合食糧農業機関 (FAO) は考えている。

## 世界狂犬病デーに関するイベント
世界狂犬病デーを記念して開催されるイベントは、最新の狂犬病制御法に関するシンポジウムや効果的な予防を実践するための注意喚起に向けた公共イベントから、慈善ウォーク、マラソン大会や自転車競走、イヌを対象にした無料あるいは外部助成金によるワクチン接種診療所の開催まで多岐にわたる。
狂犬病予防連盟によると、2009年には105か国で300を超えるイベントが実施され、775,000人以上が参加した。2015年は合計211のイベントが企画されているという。